# Enigma (codeermachine)

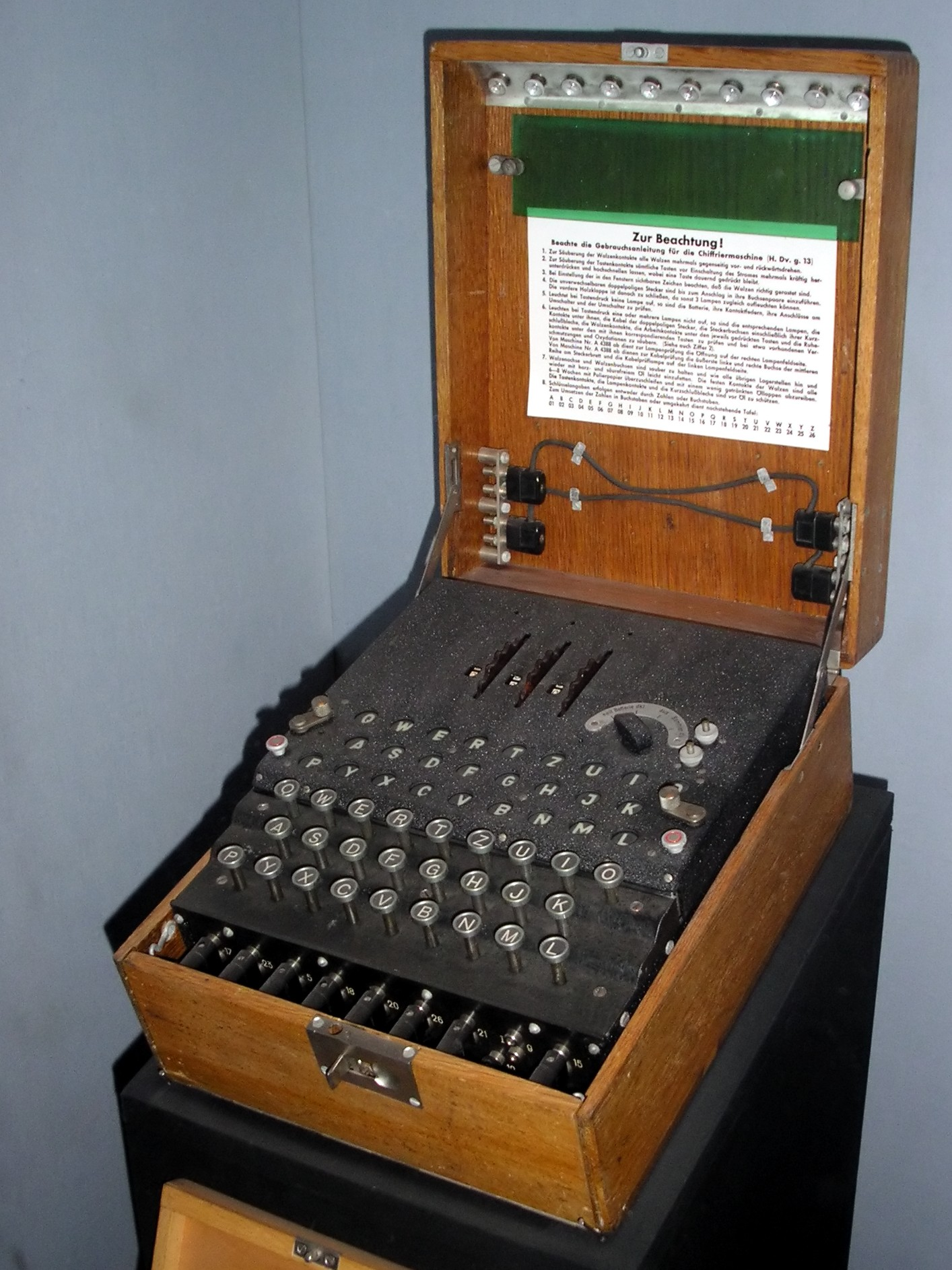
Een 3-rotor Wehrmacht Enigma in het Imperial War Museum, Londen

De Schlüsselmaschine E, ook wel bekend als de Cypher Machine E, is vooral bekend als de Enigma. 
De Enigma is een soortnaam van elektromechanische codeermachines van het type rotormachine. Hiermee kunnen berichten gecodeerd worden in andere lettercombinaties dan het origineel, die vervolgens weer terugvertaald kunnen worden door een identieke machine. Enigma is Grieks voor raadsel.
Het Enigma-toestel werd in de jaren twintig op de markt gebracht door Chiffriermaschinen AG en gebruikt door verscheidene Europese bedrijven, diplomatieke diensten en legers, maar werd vooral bekend als codeermachine van de Wehrmacht vóór en tijdens de Tweede Wereldoorlog in nazi-Duitsland.
Mede dankzij de Poolse inlichtingendienst, slaagde de Pool Marian Adam Rejewski er tijdens de Tweede Wereldoorlog in de Enigmacodes te breken, in tegenstelling tot de bewering dat de Britse inlichtingendienst hiervoor verantwoordelijk zou zijn. Het breken van de Enigmacodes bleek een goudmijn aan informatie te zijn. Deze informatie, verkregen door ontcijfering van de geheime Duitse berichten, kreeg de codenaam Ultra en speelde een uiterst belangrijke rol in het verloop van de Tweede Wereldoorlog, vooral in de U-bootoorlog in de Atlantische Oceaan, de veldslagen in Afrika en de Landing in Normandië.
De Enigma-machine had een zeer degelijk ontwerp waarvan de code onbreekbaar leek vanwege een ongeëvenaard cryptografisch veiligheidsniveau. Het waren buitgemaakte codeboeken, fouten door operators en onveilige procedures bij de versleuteling van berichten die het breken van de Enigmacode mogelijk maakten.

## Tekenset
De tekenset van zowel de klare tekst als de gecodeerde tekst bestond uit de 26 letters van het alfabet. Bijzondere tekens ontbraken, zoals letters met diakritische tekens, cijfers en leestekens. Die werden in de klare tekst door zeldzame combinaties van letters vervangen of weggelaten. De versleutelde versie van een bericht, de cijfertekst, had evenveel letters als de klare tekst.

## Beschrijving
De Enigma-machine is een elektromechanisch systeem. Het toestel bestaat uit een QWERTZ-toetsenbord (met alleen letters, P links van de Y en L rechts van de M), drie draaiende (de vierde op de M4 draaide niet) contactschijven, rotors genaamd, die worden voortbewogen door een stappenmechanisme, en een paneel met lampjes. De combinatie van het elektrische circuit en de mechanische beweging wordt de vercijfering genoemd. Het indrukken van een toets wordt via het elektromechanisch systeem vertaald in een oplichtend lampje, dat de vercijferde letter voorstelt.

Het volledige stroomdiagram waarbij men kan volgen hoe het indrukken van de A-toets versleuteld wordt in het oplichten van het D-lampje.

 Het stroomdiagram van de Enigma kan gevolgd worden aan de hand van de afbeelding aan de linkerkant. Deze afbeelding toont een machine met slechts vier letters. In werkelijkheid zijn er 26 letters, 26 lampjes en 26 stekkers, en heeft elke rotor 26 doorverbindingen.
Van de batterij (1) vloeit de stroom door de wisselschakelaar (2), die bediend wordt door de ingedrukte A-toets, naar het stekkerbord (3) (Steckerbrett). Dit stekkerbord maakt het mogelijk de bedrading tussen toetsenbord (2) en de niet draaiende, vaste ingangsstator (4) (Eintrittwalze) te wijzigen met kabeltjes (8). Bij de letter A is momenteel niets aangesloten op het stekkerbord, dus hier verandert niets. De stroom gaat vervolgens van de contactbussen (3) op het stekkerbord, door de ingangsstator (4) en door de drie stapsgewijs draaiende rotors (5) (Walzen) die de letters vercijferen via hun interne bedrading, om vervolgens door de reflector (6) (Umkehrwalze) via een andere weg teruggestuurd te worden door de rotors (5), langs het stekkerbord (7). De stroom arriveert op het stekkerbord bij de letter S. Er is hier in de tekening een kabeltje (8) gelegd tussen S en D, zodat de stroom verdergaat naar de niet ingedrukte toets D (9) en de gloeilamp D laat branden. De A wordt dus vercijferd als D. Bij het indrukken van de D-toets legt de stroom dezelfde weg af in omgekeerde richting en laat het A-lampje branden. Dit is de voor Enigma zo typische reciproque (omkeerbare) versleuteling.

### Voeding
Er is een batterijvak in het toestel, maar op het frontpaneel is ook een aansluiting voor een uitwendige stroombron, en enkele modellen hadden tevens een aansluiting met geïntegreerde transformator om te werken op netspanning. Er kon ook van een externe transformator gebruikgemaakt worden, omschakelbaar voor diverse spanningen van 110 tot 250 volt; deze kon maximaal vier Enigma's voeden. Sommige toestellen hadden een draaischakelaar voor het selecteren van de stroombron, met een extra stand om de lampjes via een weerstand minder fel te laten branden.

### Rotors

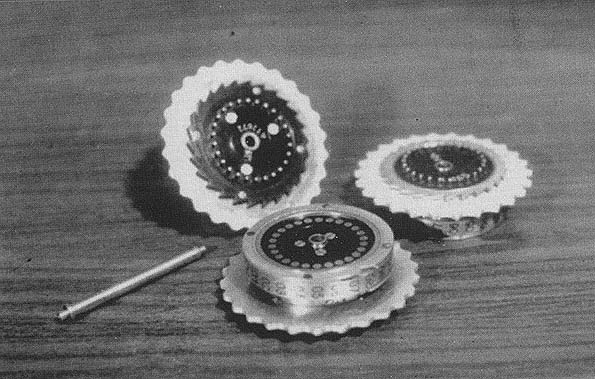
De drie rotors los.

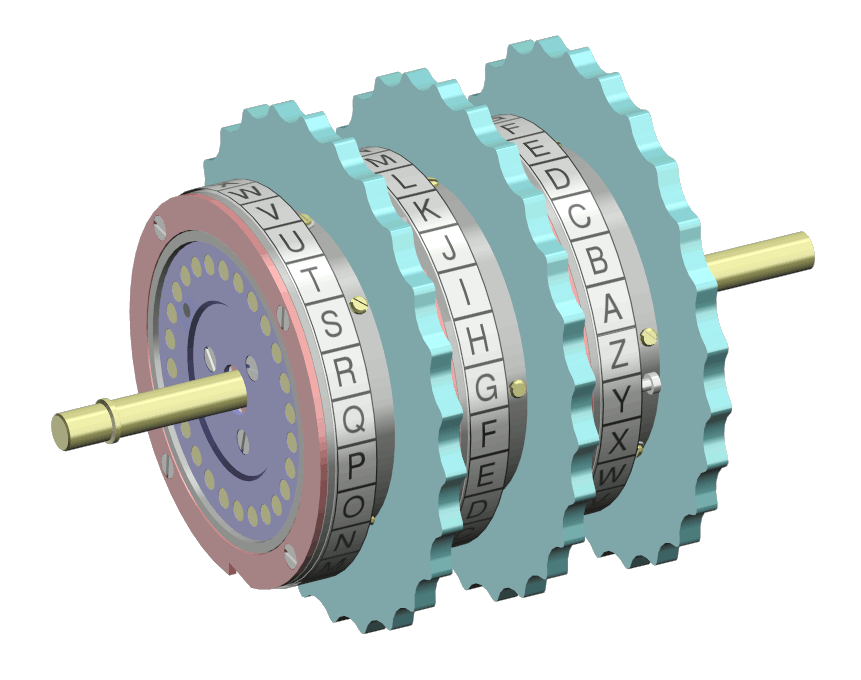
Tekening van rotors

De rotors (Walzen in het Duits) waren oorspronkelijk de belangrijkste elementen van de vercijfering. Deze ronde schijven van ongeveer 10 cm zijn vervaardigd uit bakeliet en metaal, met in het midden een verstelbare ring met 26 letters of cijfers, en een hiermee verbonden gladde ring met een uitsparing. Aan de ene kant zijn er 26 verende contacten en de andere zijde bevat 26 vaste, vlakke contacten. De contacten aan beide zijden van de rotor zijn volgens een bepaald schema verbonden door middel van een interne bedrading. De verende contacten van een rotor rusten tegen de vaste contacten van de rotor (of de ingangsstator) rechts ervan. Door de alfabetring, en dus ook de ring met de uitsparing, te verdraaien, kon de positie ten opzichte van de contacten gewijzigd worden (ringinstelling, Ringsstellung).
Deze bedrading vormt het feitelijke versleutelmechanisme van de rotors, en verschilt voor elk van de beschikbare rotors in een set. Elke rotor functioneert als een eenvoudige substitutievercijfering. Het is de combinatie van verschillende rotors in serie, in verschillende posities, die de codering zo complex maakt. Elke rotor heeft aan één zijde een getande ring en aan de andere zijde een gladde ring van dezelfde diameter voorzien van een uitsparing. Beide worden gebruikt om met het stappenmechanisme de rotors te bewegen. De rotors kunnen ook handmatig in de gewenste positie gezet worden, dit vormde een deel van de dagelijks te veranderen begininstelling; deze instelling werd na elk bericht weer gewijzigd.

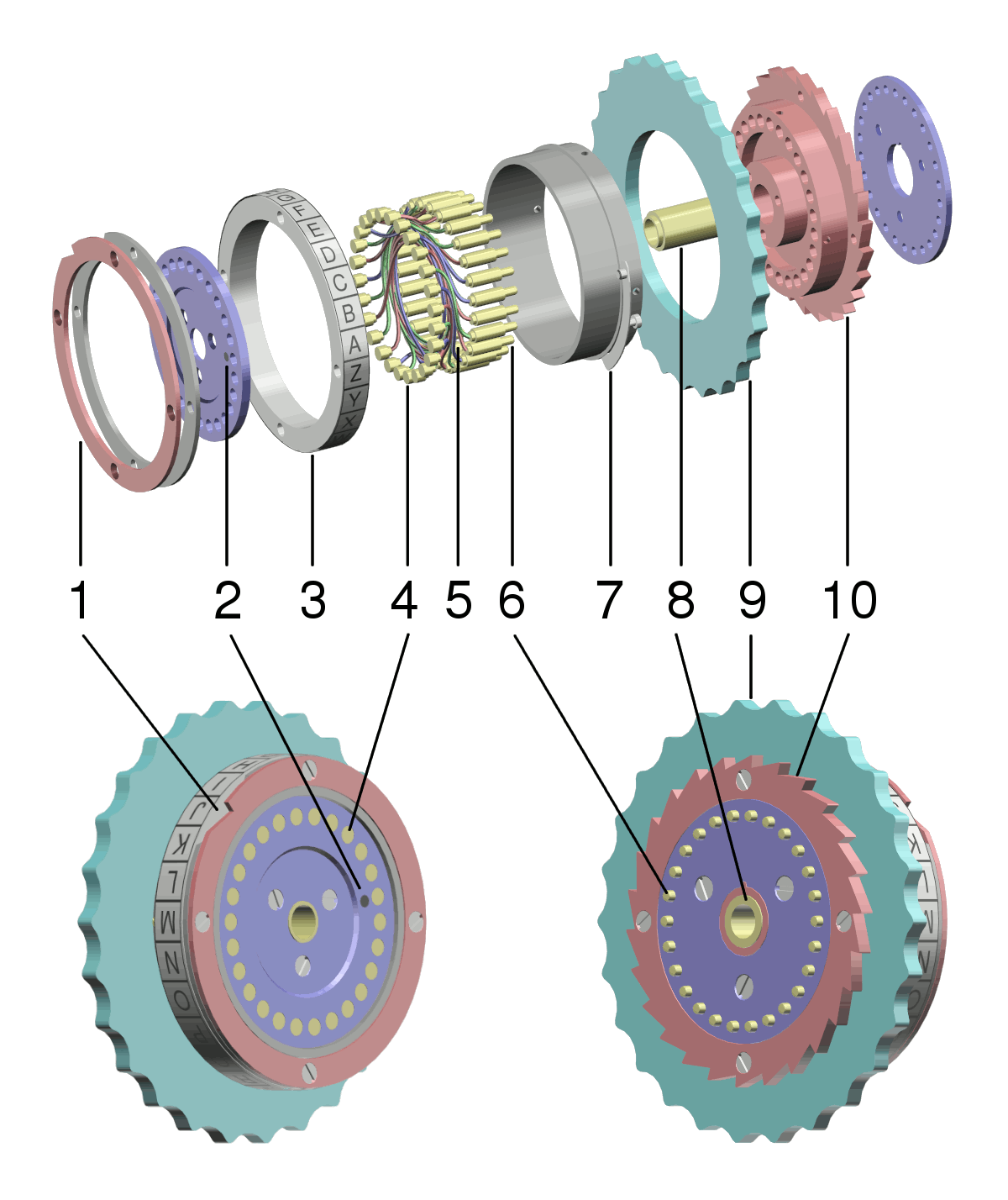
1. ring met uitsparing
2. markering "A"-ringinstelling
3. alfabetring
4. vlakke contacten
5. interne bedrading
6. verende contacten
7. omhulling en vergrendeling van ringinstelling
8. aslager (naaf)
9. wiel
10. tandring

Vanaf 1939 gebruikten de Wehrmacht en Luftwaffe vijf verschillende rotors, genaamd I, II, III, IV en V. Deze rotors hadden één uitsparing. Volgens de daginstelling werden er drie rotoren gekozen en in de juiste instellingspositie gebracht. De Kriegsmarine werd aanvankelijk voorzien van vijf, later zeven, en ten slotte acht rotors, genummerd I t/m VIII. Deze drie extra rotors hadden twee uitsparingen, waardoor de snelheid van rotorbewegingen verdubbelde bij de rotors die volgden op zo'n rotor.
Vanaf begin 1942 werd een vierde rotor, ook Griekse rotor genoemd, geïntroduceerd op het beruchte M4 Kriegsmarine-model. Er waren twee verschillende, genaamd Beta en Gamma. Deze versmalde rotors waren echter niet verwisselbaar met de andere rotors. Om een vierde rotor te kunnen plaatsen werd ook een nieuwe versmalde reflector gebruikt waartegen de vierde rotor werd geplaatst. Deze vierde rotor draaide niet tijdens de vercijfering van een bericht (dat zou in de praktijk toch nooit gebeuren) en daarom hoefde er ook geen vierde pal gemonteerd te worden. Deze rotor kon echter wel handmatig in 26 verschillende posities worden gezet. In een van de 26 posities simuleerde een van de Griekse rotors, tezamen met de reflector van de M4, de bedrading van de reflector van de M3, waardoor de M4 als een M3 werkte. De weerberichten die elke duikboot 's morgens vroeg uitzond, werden via deze M3-simulatie gedaan en hiervan maakten de Britse cryptoanalisten dankbaar gebruik.
Dat de vierde rotor niet kon draaien, maakte nauwelijks iets uit. Immers, de vierde rotor zou pas, afhankelijk van de begininstellingen, na enkele duizenden letters een stap kunnen maken; volgens voorschrift mochten de berichten niet langer zijn dan 250 letters, waarna zo nodig met een nieuwe instelling moest worden verdergegaan. Immers, hoe langer een bericht is, hoe makkelijker het is om de code te kraken. Dit werd namelijk onder andere gedaan door frequentieanalyse (in de 9e eeuw bedacht door de Arabieren) via tabellen met de frequenties van het voorkomen van de verschillende letters en bepaalde korte groepjes van letters. Dit geldt echter alleen voor een redelijk lange tekst. Hoe langer het bericht, hoe beter de tekst met de verschillende frequentietabellen zal overeenkomen.

### Stappenmechanisme

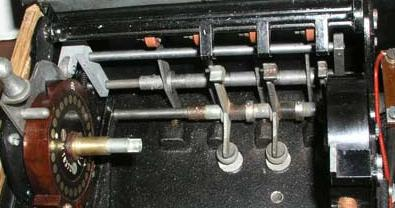
De geopende Enigma-machine. Het stappenmechanisme met links de smalle reflector van het Kriegsmarine-model met vier rotors.

Het continu veranderen van de positie van de verschillende rotors zorgt ervoor dat elke letter telkens weer anders vercijferd wordt. De rechtse (snelste) rotor beweegt telkens wanneer een toets ingedrukt wordt. De middelste rotor beweegt, afhankelijk van de instellingen, minimaal 1 en maximaal 26 stappen van de rechtse rotor (wanneer deze rotor één uitsparing heeft). Voor de linkse rotor geldt hetzelfde.
Bij het indrukken van een toets beweegt een grote as met drie verende pallen omhoog. Elke pal is voor de helft geplaatst over de alfabetring (met uitsparing) van de ene rotor; de andere helft over de getande ring van de rotor links daarvan. Indien de uitsparing in de ring van een rotor onder de pal komt, kan deze pal bij de volgende toetsaanslag bewegen tot in de getande ring van de rotor links daarvan. De pal zal dan in de getande ring duwen en de rotor één stap voortbewegen. Voor de middelste rotor geldt dat als de linkse rotor draait, ook de middelste rotor nogmaals draait. Dat komt doordat de pal zich niet alleen in de tandring van de linkse rotor bevindt, maar ook nog in de uitsparing (die even groot en gelijkvormig is aan de ruimte tussen twee tanden) van de middelste rotor, waardoor deze tegelijk met de linkse rotor een extra stap maakt. Daar er rechts van de rechtse rotor geen rotor aanwezig is, zal de pal bij elke toetsaanslag deze rotor doen draaien.
Wanneer er geen toets ingedrukt wordt, zijn de pallen vrij van de rotors; hierdoor kan men alle rotors handmatig in beide richtingen draaien om de vereiste begininstelling te verkrijgen. Verende rollers (rood op de afbeelding) brengen en houden de rotors in de juiste stand ten opzichte van elkaar.
Er dient nog vermeld te worden dat het indrukken van een toets eerst de rotor(s) zal doen draaien, en pas daarna de omschakelaar zal bedienen waardoor de stroom door het circuit zal vloeien om de letter te vercijferen. De toets dient ingedrukt te blijven tot de letter van het oplichtende lampje genoteerd is; laat men de toets los, dan dooft het lampje en drukt men de toets daarna weer in, dan is de instelling van de machine veranderd.
Het stappenmechanisme zoals hierboven beschreven werd gebruikt door de Wehrmacht- en de Kriegsmarine-machines. De Enigma-G van de Abwehr werkt totaal verschillend. De Enigma-G heeft een draaiende reflector en drie rotors met resp. elf, vijftien en zeventien uitsparingen met onregelmatige tussenafstanden, aangedreven door tandwielen. De van de Enigma afgeleide machine die de Russen tijdens de Koude Oorlog in gebruik hadden, maakte gebruik van tien rotors, die alle bij elke toetsaanslag draaiden door middel van een elektromotor; de oneven rotors de ene kant op, de even rotors de andere kant op. Het toestel had geen stekkerbord en kabeltjes maar een omschakelmechanisme dat via een geponste kartonnen kaart ingesteld werd. Dit voorkwam het nogal eens voorkomende verkeerd insteken van de kabeltjes.

### Reflector

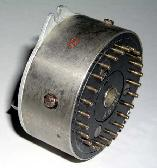
De brede type 'B' reflector

De reflector of Umkehrwalze is wat de Enigma-machine onderscheidde van andere elektromechanische vercijfertoestellen. Bij de interne bedrading van de rotors kan elke letter met een andere verbonden worden. Zo kan A met F verbonden zijn, en F met K. Bij de reflector worden de letters echter in lussen verbonden, waardoor de stroom weer in de rotoren teruggevoerd wordt, en via een andere route de vercijferletter bereikt. Als A met F is verbonden, is dit ook omgekeerd het geval. Hierdoor ontstaat een reciproque codering. Het grote voordeel is dat wanneer bijvoorbeeld G in X wordt vercijferd, men bij het ontcijferen enkel maar de X hoeft in te drukken om de G terug te krijgen. Hierdoor hoefde de operator tijdens het ontcijferen geen andere handelingen uit te voeren dan tijdens het vercijferen. Het toestel is ook eenvoudiger en goedkoper, want het mist de anders benodigde twee 26-polige omschakelaars voor vercijferen/ontcijferen. Een nadeel, dat later een zeer zwakke schakel in de codering bleek, is dat een letter nooit tot zichzelf vercijferd kan worden.
Tijdens de Tweede Wereldoorlog zijn voor de Wehrmacht-machine twee typen reflectors gebruikt: B en C. Tegen het einde van de oorlog is hier de reflector D aan toegevoegd. Deze kon door middel van 12 draden met 24 stekkers worden aangepast. De dertiende verbinding was vast aangebracht (er was geen plaats voor de benodigde twee extra contactbusjes). De vier-rotormachines van de Kriegsmarine zijn voorzien van speciale smalle reflectors, ook B en C genaamd, maar met een andere interne bedrading (zie hierboven).

### Stekkerbord

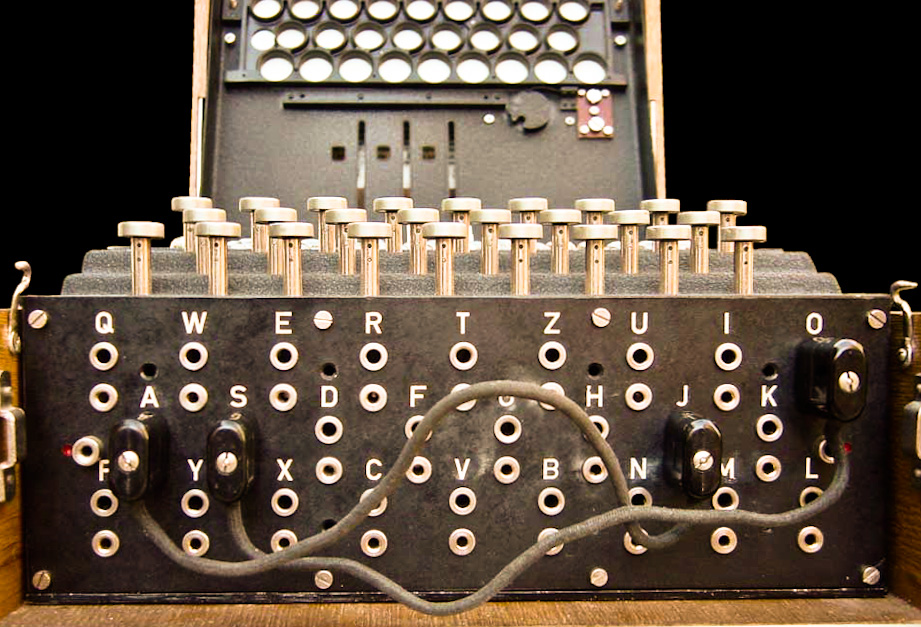
Het stekkerbord met enkele ingevoerde stekkerparen

Het stekkerbord of Steckerbrett werd in 1930 geïntroduceerd op de eerste versies van de Wehrmacht. Dit stekkerbord is vooraan in de machine geplaatst. Zonder stekkers vloeit de stroom van elke toets naar de corresponderende letter van de ingangsstator. Indien een kabel met twee stekkers wordt geplaatst, verbindt men een letterpaar. Hierdoor worden de verbindingen van de twee letters verwisseld voor ze naar de ingangsstator gaan (de draden van de stekkers zijn gekruist). Het stekkerbord was een uitbreiding die de sterkte van encryptie van de Enigmamachines enorm verbeterde (althans dat dacht men). Oorspronkelijk werden er zes kabeltjes meegeleverd (men mocht een willekeurig aantal gebruiken), later tien (die alle gebruikt moesten worden). Het grootste aantal mogelijke verbindingen wordt overigens bereikt bij het gebruik van elf kabeltjes, de twaalfde en dertiende bracht dit aantal behoorlijk omlaag.
Elke letter heeft twee contactbussen, een dikkere en een dunnere, waardoor de stekker er maar op een manier ingestoken kon worden. Inbrengen van een tweepolige, haakse stekker verbreekt de oorspronkelijke verbinding tussen toetsenbord en ingangsstator. (Een van de pennen drukt via een isolatiestukje de kortsluitbrug weg.) De stekker aan het andere einde van de gekruiste kabel steekt in een andere letter, waardoor de verbinding tussen de twee letters verwisseld wordt.
Het totale aantal mogelijke instellingen van rotors en kabeltjes tezamen was immens groot. Toen de chef van de Kriegsmarine, admiraal Karl Dönitz, op een gegeven moment onraad rook, bezwoeren de specialisten van de Abwehr hem dat de Enigma onkraakbaar was. Dönitz dacht vervolgens aan spionage of verraad, en de Enigma werd niet meer ter discussie gesteld. Wel werd de M4 van een vierde rotor voorzien en moesten bij alle Enigma-apparaten 10 snoertjes meegeleverd worden, die allemaal gebruikt moesten worden.
Dat grote (overigens vermeende) aantal lijkt misschien vreemd. De Enigma was een vercijfermachine die gebruikmaakte van polyalfabetische substitutie. Dat wil zeggen dat er gebruikgemaakt werd van zeer veel verschillende cijferalfabetten. Een cijferalfabet is een alfabet in een volstrekt andere volgorde (permutatie) dan enig ander cijferalfabet. Dit werd bij de Enigma bereikt door met pseudowillekeurige sleutels te werken (door het stappen van de schijf of schijven): voor elke te vercijferen letter een andere sleutel, hetgeen op hetzelfde neerkomt.
Met 26 letters kunnen 26! (het uitroepteken staat voor faculteit) volstrekt verschillende volgordes (permutaties) worden gemaakt. Dat is het enorme aantal van 403 291 461 126 605 635 584 000 000 (meer dan 403 quadriljoen); dat is enkele duizenden malen groter dan het vermeende aantal mogelijkheden van de Enigma.

### Beperkingen van de Enigma
De Britten waren dankzij de Poolse cryptografen van Biuro Szyfrów al vlak voor de oorlog in het bezit van de werking en de bedrading van de machine, waardoor het gigantische aantal permutaties drastisch verminderde, maar er bleef toch nog een enorm aantal mogelijkheden over, te veel om te kraken. De Britse wiskundige Alan Turing, die een sleutelfiguur zou worden in de theoretische informatica en tijdens de oorlog werkzaam was bij het project ULTRA (het kraken van onder andere de Enigma) bewees dat het grote aantal instellingen meer schijn dan werkelijkheid was.
Het begon al met de tweede keer dat het elektrische signaal via de reflector de rotors doorliep om uiteindelijk bij een lampje uit te komen. De ontwerper beweerde dat dit het aantal permutaties behoorlijk vergrootte, maar dat was niet het geval, het werd juist drastisch kleiner! Ook het stekkerbord met zijn ruim 150 biljoen mogelijkheden (met tien snoertjes, die allemaal gebruikt moesten worden) waar men zo hoog over opgaf, bleek van weinig waarde wegens het feit dat het een vaste instelling betrof, die niet door de stappende rotors werd veranderd. Ook het feit dat de omwisseling van de letters altijd paarsgewijs werkte, beperkte het aantal permutaties aanzienlijk en schiep ook extra mogelijkheden voor het kraken. De Britten vreesden dan ook dat dit paarsgewijs werken ooit zou worden vervangen door het gebruik van enkelvoudige snoertjes.
Het resultaat van het stekkerbord kon geëlimineerd worden door intelligente instellingen van de rotors in de ontcijfermachines (de Bombes, een oorspronkelijke uitvinding van de Polen). Vooral de ontdekking van het diagonale schakelbord hierin was een uitkomst. Door een juiste instelling hiervan kon men van een letter ontdekken of deze via het stekkerbord verliep en welke letters dan verwisseld werden, in dat geval gaf de machine namelijk behalve het verwachte resultaat nog een tweede resultaat. De codebrekers lieten stekkerbord en ringinstelling (die laatste was alleen nodig voor het uitwisselen van de berichtsleutel, zie hierna) voorlopig buiten beschouwing.
Het aantal keren dat de rotors per bericht stapten, was ook veel te klein: de vierde rotor stapte nooit, de derde stapte hoogstens één keer, en de tweede hoogstens een paar keer. Verder bracht ook het feit dat een letter nooit tot zichzelf vercijferd kon worden, het aantal mogelijke permutaties flink omlaag, en dat verhoogde ook de kans op het vinden van werkbare cribs (zie volgende alinea). Al met al verschrompelde het oorspronkelijke astronomische aantal permutaties van meer dan 2×10²³ (een 2 met 23 nullen) tot een schamele 2 109 120 dus iets meer dan 2 miljoen. Door dit alles hoefden de ontcijfermachines veel minder ingewikkeld te zijn en ook minder lang te zoeken.
Alan Turing was in staat het principe van de Bombe verder te ontwikkelen. De Bombe was een grote machine met een groot aantal rotors, die allerlei vermoedelijke stukjes "klare tekst" van de berichten op diverse plaatsen van de "cijfertekst" kon uitproberen. (Oorspronkelijk werd dat met potlood en papier gedaan.) Deze methode van codebreken is al zeer oud. De Britse codebrekers noemden deze stukjes cribs. Daar het aantal praktische mogelijkheden enorm gereduceerd was, waren de vermoedelijke stukjes klare tekst met de tientallen (tegen het einde van de oorlog rond de 100) dag en nacht werkende, sneldraaiende Bombes in een redelijk tijdsbestek (enkele uren) te doorzoeken. Als de cribs niet juist gekozen waren, was er geen resultaat, en moest er opnieuw naar cribs gezocht worden. Zonder cribs is ontcijferen het zoeken naar een naald in een hooiberg.
Op enig moment bouwden de Amerikanen een afwijkend type Bombe met vier rotoren, die vooral werd gebruikt voor het bestrijden van de duikboten in de Atlantische Oceaan.
Bij het ontcijferen van de teksten werd niet van Enigma's gebruikgemaakt, maar van aangepaste TypeX-machines. De TypeX was de Britse tegenhanger van de Enigma en in wezen een sterk verbeterde kloon hiervan die al voor het begin van de oorlog was ontwikkeld. Deze machine werkte niet met lampjes: de klare tekst en versleutelde tekst werden op banden geprint. Nadat eerst de ringinstellingen moeizaam, voornamelijk handmatig, waren uitgezocht, konden de gevonden begininstellingen in de aangepaste TypeX ingesteld worden, waarna het bericht gelezen kon worden. Ook alle andere berichten van die dag en van dezelfde Funkgruppe konden gelezen worden.
De Duitsers waren zich terdege bewust van vele hier genoemde en ook ongenoemde zwakheden, echter niet die van het stekkerbord. Zij lieten zich leiden door de veronderstelde kracht van het stekkerbord. Zij konden zich niet voorstellen dat er snelle analytische machines konden worden gemaakt om de klus te klaren. Verder werden de uiteindelijke beslissingen vaak genomen door mensen die weinig of geen verstand van zaken hadden (een naoorlogse uitspraak van een topcryptograaf van de Duitse generale staf).
Ondanks de gigantische reductie van het werkelijke aantal permutaties, kon de Enigma eigenlijk met de toen beschikbare middelen (waaronder machines) niet gekraakt worden, althans niet op tijd. Dat dit toch gebeurde, was te danken aan het grote aantal slordigheden bij het gebruik en de hoge mate van formaliteit, waardoor er bruikbare cribs konden worden gevonden. Men was kennelijk zo overtuigd van de onkraakbaarheid, dat de meest elementaire regels bij het vervaardigen van cijferberichten, met welk systeem dan ook, vaak niet in acht werden genomen, waardoor er regelmatig cribs konden worden samengesteld. Bij het kraken van (ingewikkelde) vercijfersystemen zijn er namelijk altijd enkele aanwijzingen nodig over wat waar kan staan. Hoe groter deze stukjes zijn, en hoe meer er zijn, hoe beter. De grote aantallen Bombes (ook de Amerikanen deden op enig moment mee) waren in staat om met brute force veel stukjes vermoedelijke klare tekst (de cribs) op diverse posities van de cijfertekst bij alle mogelijke instellingen te onderzoeken. Moderne digitale systemen zijn niet op deze manier te breken, daar moet je echt de sleutel zoeken.

### Accessoires

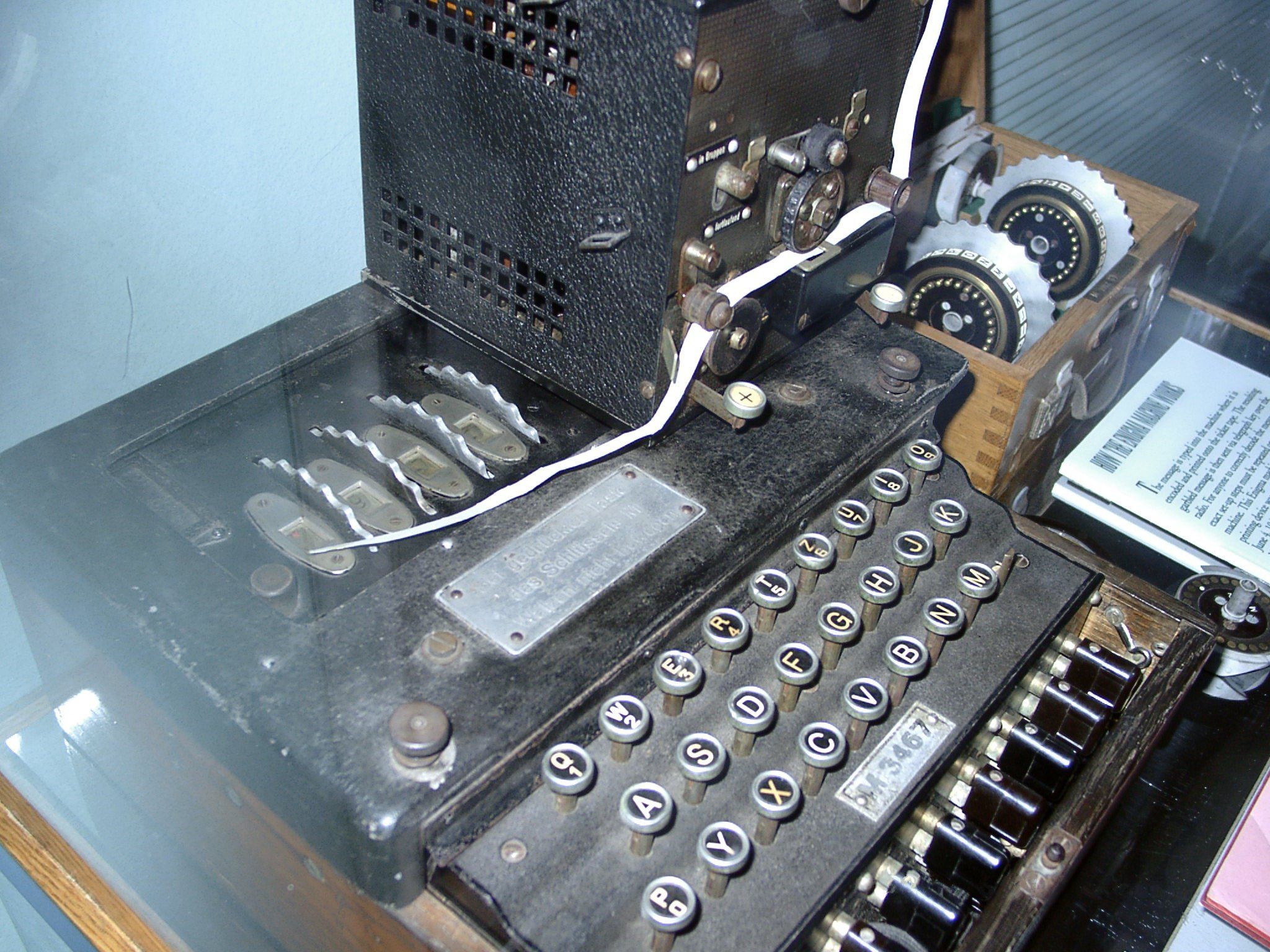
De Schreibmax, gemonteerd op een Kriegsmarine M4 Enigma

Een handige toevoeging aan de M4 Enigma was de Schreibmax, een kleine printer die op een smalle gegomde papierstrook de tekst kon afdrukken, waardoor een tweede operator voor het aflezen van de lampjes overbodig was. De Schreibmax werd boven op de Enigmamachine geplaatst en was aangesloten op het lampjespaneel. Hiervoor dienden dit paneel en alle lampjes verwijderd te worden. De taak van de tweede operator kon ook vereenvoudigd worden door een extern lampjespaneel of Fernlesegerät. Als de machine was voorzien van zo'n extern paneel was de behuizing van de Enigma breder om het extra paneel te kunnen bevatten. Er was ook een uitvoering die nadien kon worden aangesloten, maar daarvoor moesten, net als bij de Schreibmax, het paneel en de lampjes verwijderd worden. Een ander voordeel van dit paneel was extra veiligheid. Een gemachtigde persoon kon het ontcijferde bericht lezen, terwijl dit voor de operator onzichtbaar bleef.

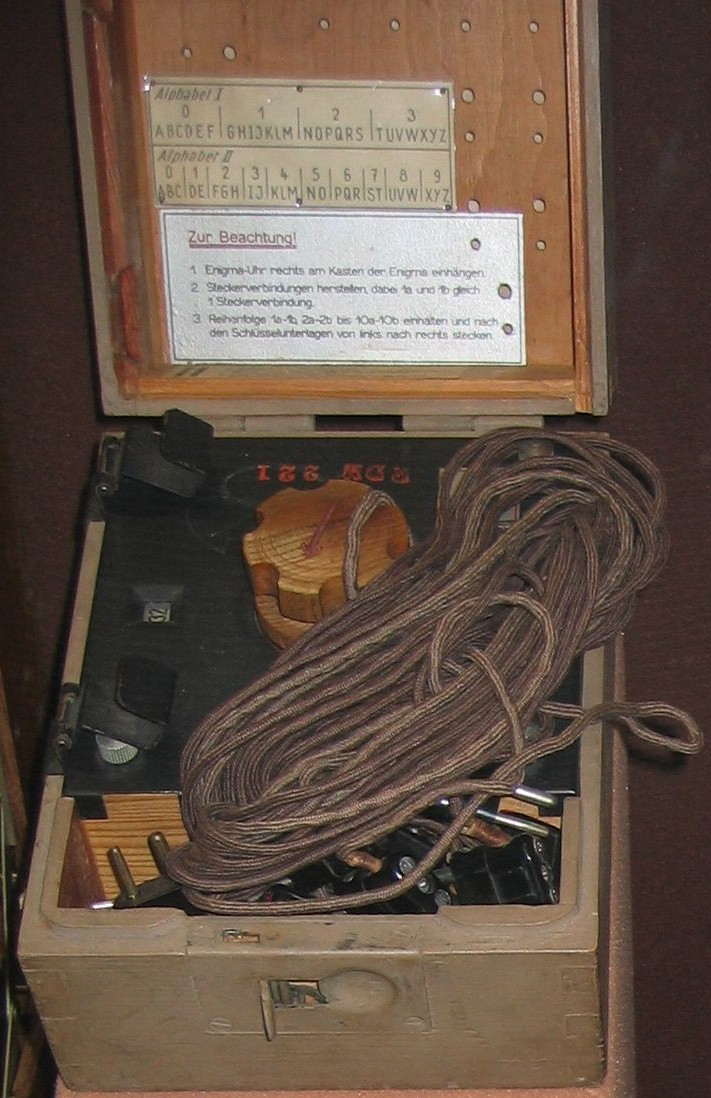
De Enigma Uhr

In 1944 werd op de Luftwaffe Enigma een extra mechanisme geïntroduceerd, de zogenaamde Uhr (klok). Dit was een los kastje met daarin een schakelaar met veertig standen. Hiermee kon men de kabels, ingesteld volgens de Tagesschlüssel op eenvoudige wijze op veertig verschillende manieren verbinden, met een nog groter aantal instellingen tot gevolg. De meeste van deze instellingen waren niet paarsgewijs, zoals gebruikelijk met de normale kabels.

## Gebruik van de Enigma
Het militair gebruik van Enigma werd opgedeeld in verscheidene netten (Funkgruppen). Elk net had zijn eigen codeboeken en soms ook eigen procedures voor het instellen van de machine. Elk net had ook zijn eigen codenaam. Zo hadden de netten van de Kriegsmarine in Duitsland de namen van Germaanse mythologische figuren, terwijl die in Bletchley Park (het complex waar de Britten de Enigma-code kraakten) namen van vissoorten kregen.

### Instellingen
De codeboeken werden op voorhand verspreid en bevatten per dag de basisinstellingen voor één maand.
Elk codeboek bevatte de volgende instellingen:
- Keuze en volgorde van de rotors (Walzenlage)
- Ringinstelling: de positie van de interne bedrading ten opzichte van de alfabetring en uitsparing (Ringstellung)
- Stekkerinstellingen: de verbinding van de letterparen op het stekkerbord (Steckerverbindungen)
- Startpositie van de rotors, zichtbaar in de rotorvenstertjes, verschillend voor elk bericht (Grundstellung, het eventuele gebruik van de startpositie hing af van de gebruikte procedure). Later verviel de voorgeschreven startpositie: de operator kon een willekeurige, zelfgekozen positie gebruiken, zie hierna.

### Het vercijferen van berichten

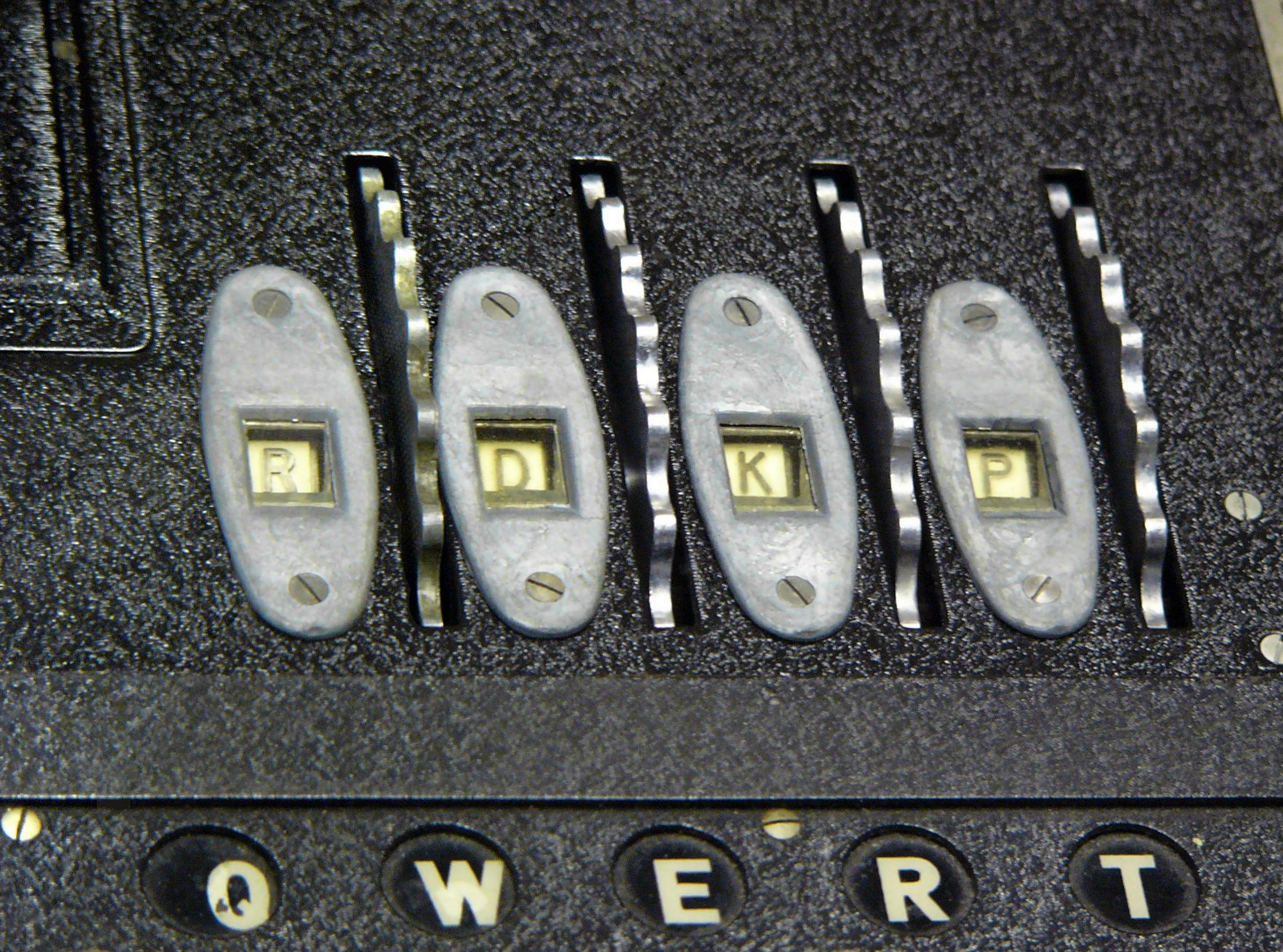
Zicht op de positie van de rotors bij een Kriegsmarine M4-model

In het begin van het militaire gebruik werden zowel rotors, stekkers als startpositie van de Enigmamachine ingesteld op de daginstelling volgens de codeboeken. De operator koos dan een willekeurig trigram, de berichtsleutel. Deze berichtsleutel werd tweemaal gecodeerd, om vergissingen te vermijden. Het trigram AES werd bijvoorbeeld gecodeerd in RHGYKI. Daarna stelde de operator de rotors in op de startpositie AES en codeerde zijn bericht. De gecodeerde berichtsleutel en het eigenlijke bericht werden samen verzonden. De ontvangende operator stelde de machine in op de daginstellingen en ontcijferde de trigrammen RHGYKI. Dit onthulde bij juiste ontcijfering de berichtsleutel AESAES. Hij stelde vervolgens de startpositie in op AES en decodeerde de rest van het bericht.
De gevolgde procedure was echter nadelig voor de veiligheid van de vercijfering. De berichtsleutel werd tweemaal gecodeerd en er ontstond een verband tussen de letters van de twee trigrammen. Bovendien werd voor elke berichtsleutel dezelfde startpositie gebruikt. Bij het uitbreken van de Tweede Wereldoorlog werd de procedure gewijzigd om de veiligheid te verhogen. Hierdoor werd het gebruik van de daginstelling beperkt.
Vanaf 1940 gebruikte de operator de codeboeken alleen om de rotors en stekkers in te stellen. Hij koos dan bijvoorbeeld een willekeurige startpositie DFG en vercijferde dan een willekeurige berichtsleutel XTE. Dit resulteerde bijvoorbeeld in VEC. Hij vercijferde het bericht zelf met berichtsleutel XTE als startpositie. Vervolgens verzond hij de startpositie DFG en de vercijferde berichtsleutel VEC samen met het bericht. De ontvanger stelde de machine in op startpositie DFG, ontcijferde de berichtsleutel terug naar XTE en gebruikte deze als startpositie om het bericht te ontcijferen.
De startpositie werd dus als klare tekst met het bericht meegezonden, maar kon niet zo maar gebruikt worden. Men moest namelijk ook de ringinstelling van de dag weten, en die was geheim. Dit was het enige doel van de ringinstelling.
De beschreven procedure werd uitsluitend door Wehrmacht en Luftwaffe gebruikt. De procedures van de Kriegsmarine voor het verzenden van berichten, gecodeerd met de Enigma-machine, waren veel complexer dan bij de Wehrmacht en Luftwaffe. Alvorens het bericht te vercijferen met de Enigma werd het gecodeerd via het Kurzsignalheft of de Wetterkurzschlüssel. Het Kurzsignalheft diende voor allerhande operationele berichten, de Wetterkurzschlüssel voor het coderen van weerrapporten. Het Kurzsignalheft bevatte tabellen met vierletterige codes die zinnen, zinsdelen, havens enz. voorstelden. Hierdoor werd het bericht aanzienlijk korter, wat radiopeiling door de geallieerden moeilijker maakte. Er was in allerhande uitdrukkingen en veel onderwerpen voorzien. Logistieke zaken zoals bevoorrading en rendez-vouspunten met andere schepen, positie- en grid- (raster) lijsten, namen van alle havens en landen, wapens, weerstoestanden, datum- en tijdstabellen, enz. Meer details op Kurzsignalen op U-boten

### Procedures
Een officier of schriftelijk gemachtigde onderofficier beheerde de codeboeken en stelde de rotors en ringinstellingen volgens de voorziene Tagesschlüssel in, waarna hij het toestel vergrendelde met de twee sloten (indien aanwezig). De operator mocht alleen de startpositie van de rotors bepalen; voor elk bericht een andere. Leestekens werden vervangen door zelden voorkomende letters of lettercombinaties. Spaties werden gewoon weggelaten als de tekst hierdoor leesbaar bleef, en anders werd de laatste letter van een woord twee of driemaal gespeld, of een X tussengevoegd, afhankelijk van het woord en de leesbaarheid. Twee of drie X′en werd overal gebruikt als punt. Andere leestekens verschilden echter al naargelang het legeronderdeel. Zo werd bij de Wehrmacht een komma vervangen door ZZ en een vraagteken door FRAGE of FRAQ. Bij de Kriegsmarine werd een komma echter vervangen door een Y en het vraagteken door UD. De combinatie CH, zoals in Acht of Richtung werd steeds vervangen door Q (Aqt, Riqtung). Twee, drie of vier nullen werden vervangen door resp. CENTA, MILLE en MYRIA. De Wehrmacht- en Luftwaffeberichten werden verstuurd in groepen van vijf letters, terwijl de Kriegsmarineberichten, vercijferd met de vier-rotor-Enigma, werden opgedeeld in groepen van vier letters. Regelmatig gebruikte uitdrukkingen of namen moesten afwisselend op verschillende wijze en op verschillende plaatsen geschreven worden om herkenbare patronen te vermijden, enz. Waarschijnlijk wegens het grote vertrouwen in de onkraakbaarheid van de Enigma werd daar vaak tegen gezondigd en hiervan maakten de Britten dankbaar gebruik.
Het versturen van berichten langer dan 250 letters was verboden om cryptoanalyse moeilijker te maken. Grotere berichten werden opgedeeld en op een speciale wijze gemarkeerd, waarbij elk deel zijn eigen vercijferde berichtsleutel had.

## Geschiedenis

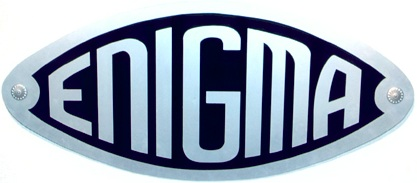
Het Enigma-logo. Hoewel zeer bekend is dit logo slechts zelden te vinden op de Enigma-machines die door verschillende fabrikanten zijn gemaakt.

Met de toename van de draadloze communicatie sinds circa 1900 werd men meer bewust van de noodzaak van geheimhouding van communicatie. Toen de elektrotechniek op peil kwam begonnen mensen zich bezig te houden met automatisering van cryptografie.
Op 23 februari 1918 vroeg in Duitsland Arthur Scherbius patent aan voor een machine die bekend zou worden als Enigma. Hij probeerde de machine aanvankelijk te slijten aan de Duitse Marine en het ministerie van Buitenlandse Zaken. Hij had hiertoe een vennootschap opgericht (Scherbius & Ritter). De organisaties toonden geen interesse.
Op 7 oktober 1919 vroeg in Nederland Hugo Alexander Koch uit naam van zijn bedrijf (Ingenieursbureau Securitas) patent aan voor een soortgelijke machine.
Het bedrijf van Scherbius ging op in Gewerkschaft Securitas en onderhield zonder twijfel nauwe contacten met het bedrijf van Koch. Dit wordt gestaafd door de gelijkenis in de naam van de bedrijven van beide heren en de Duitse invloed op het bedrijf van Koch maar vooral door de gelijkenis in de patenten die beide bedrijven voor latere innovaties aanvroegen. Het Duitse patent 425,147 is een vrijwel letterlijke vertaling van het Nederlandse patent 10.700.

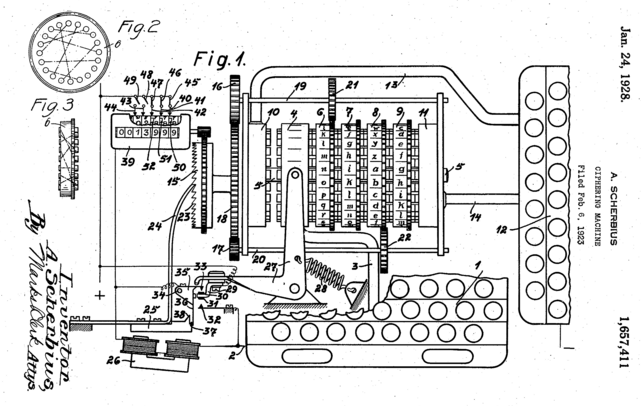
Een patent van Scherbius

Scherbius' bedrijf, dat later ook de patenten van Koch overnam, ging in 1923 op in Chiffriermaschinen Aktiengesellschaft. Dit bedrijf exposeerde dat jaar op het congres van de Wereldpostunie de Glow-Lamp Ciphering and Deciphering Machine: Enigma. Dit zou later bekend worden als Enigma A, een log toestel met schrijfmachine van circa 50 kg zonder stekkerbord. Nadat een jaar later op hetzelfde congres een nieuwe versie (Enigma B) ook gedemonstreerd kon worden kreeg het nieuws aandacht in het Amerikaanse Radio News en een uitvoerige beschrijving in het werk Chiffrieren mit Geraten und Maschinen van Siegfried Türkel. De toepassing van de reflector, een idee van Scherbius’ collega Willi Korn, leidde tot de ontwikkeling van de Enigma C.
Vanaf 1926 raakten strijdkrachten van verschillende naties geïnteresseerd. Zo gaf de Nederlandse cryptoloog Henri Koot een beoordeling van de machine.
De Enigma C, veel compacter dan zijn voorgangers en uitgerust met gloeilampen in plaats van een schrijfmachine, leidde tot de ontwikkeling van de Enigma D in 1927. Dit model werd wijd verspreid in Europa en ver daarbuiten.

### Militaire versies

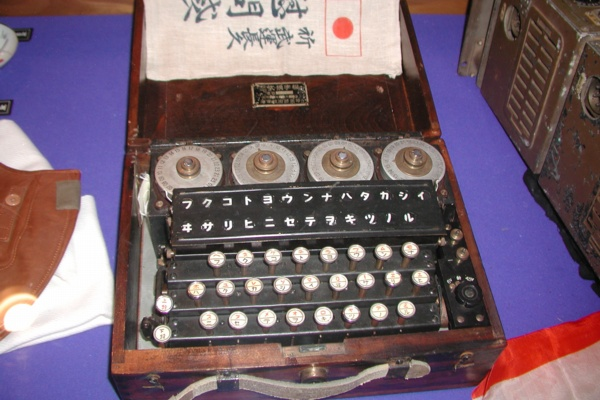
De Japanse Enigma-kloon

In 1926 kocht de Duitse Marine commerciële Enigma’s aan, paste deze toestellen aan voor militair gebruik en noemde ze Funkschlüssel C. Het toestel had een stappenmechanisme met pallen die in tanden op de rotors grepen. In 1928 ontwikkelde Chiffriermaschinen AG een aangepaste versie van de Enigma met rotors die werden voortbewogen door een tandwielmechanisme in plaats van pallen en een draaiende reflector. De rotors waren identiek aan die van de Enigma D maar waren voorzien van een tandwielring in plaats van de gebruikelijke tanden voor pallen. Hoewel dit tussenmodel reeds in 1928 publiek werd getoond dateert het patent hiervoor echter pas van 1931. De uiteindelijke Enigma G had andere rotors en enkele gewijzigde details zoals het tellermechanisme aan de andere zijde dan het tussenmodel. De Duitse Abwehr kocht de 12 kg lichte Enigma G aan, net als de Nederlandse Koninklijke Marine. De Abwehr Enigma werd ook wel de Zahlwerk Enigma genoemd, naar de teller die op het toestel zat. (Dit type is enkele jaren geleden in het nieuws gekomen door een diefstal van een dergelijke machine uit Bletchley Park.) De Enigma-G heeft een roterende reflector en drie wielen met resp. elf, vijftien en zeventien nokken die bewegen door middel van een stappenmechanisme dat werkt als dat van een kilometerteller.

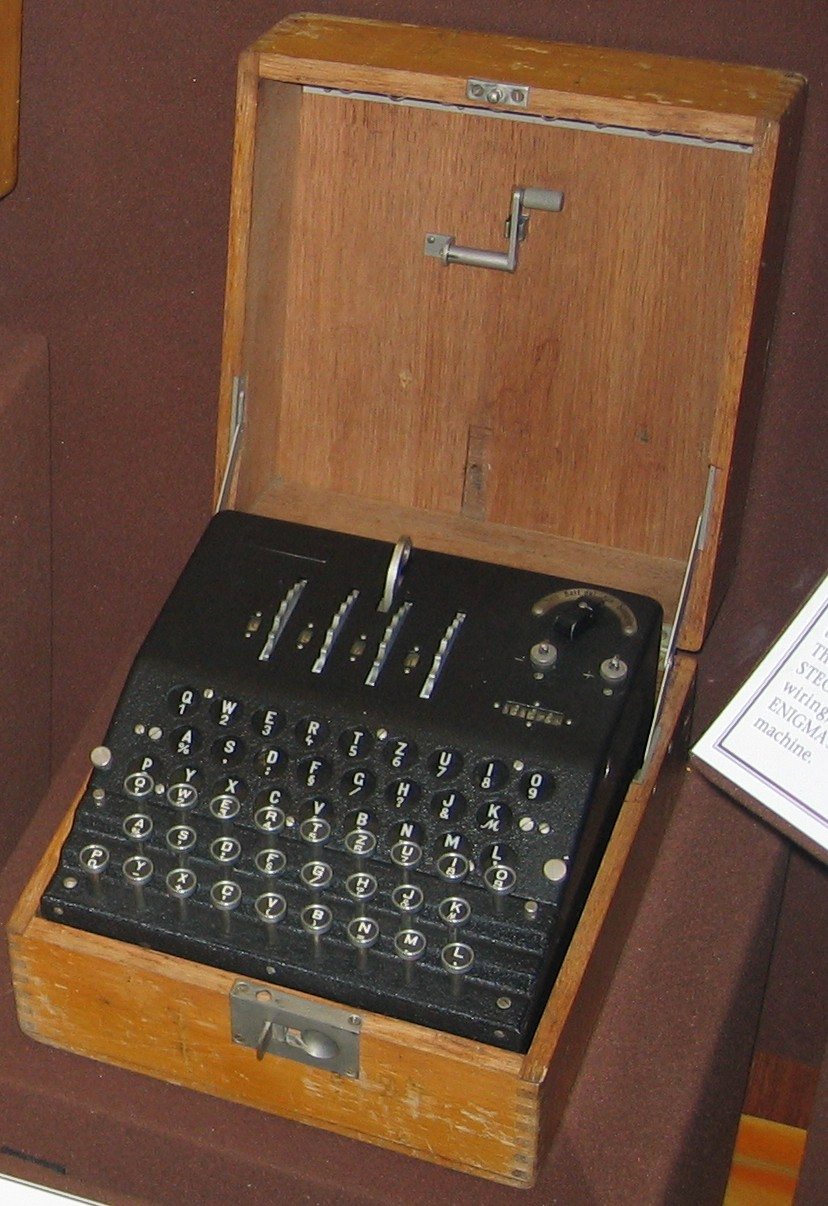
De Enigma-G

De Wehrmacht nam in 1928 de Enigma D in gebruik maar bracht enkele wijzigingen aan, waaronder de introductie van het stekkerbord. Het is dit toestel, de Enigma I, dat bekend werd als de Wehrmacht Enigma. Dit toestel werd op grote schaal verspreid in het Duitse leger en overheidsdiensten. De Luftwaffe volgde in 1935 het voorbeeld van de Wehrmacht. Het toestel was in het begin uitgerust met drie verschillende rotors, die in de gewenste volgorde geplaatst konden worden. Om het aantal combinaties uit te breiden kon de Wehrmacht vanaf 1939 voor de drie benodigde rotors kiezen uit een set van vijf rotors.
De Marine nam in 1934 de Wehrmacht Enigma over, die voorzien was van het veiliger stekkerbord, en breidde de set van drie standaardrotors eerst tot vijf en in 1939 tot acht rotors uit. Het Marine Enigma-toestel kreeg de naam Funkschlüssel M of M3. Toen de beruchte doeltreffendheid van de U-boten in de loop van 1941 drastisch achteruitging, drong admiraal Karl Dönitz aan op verbetering van de Kriegsmarine-Enigma’s. Hoewel de Duitse inlichtingendienst, de Abwehr, hem ervan verzekerde dat Enigma onbreekbaar was, voerde Dönitz begin 1942 het beruchte M4-model met vier rotors in.

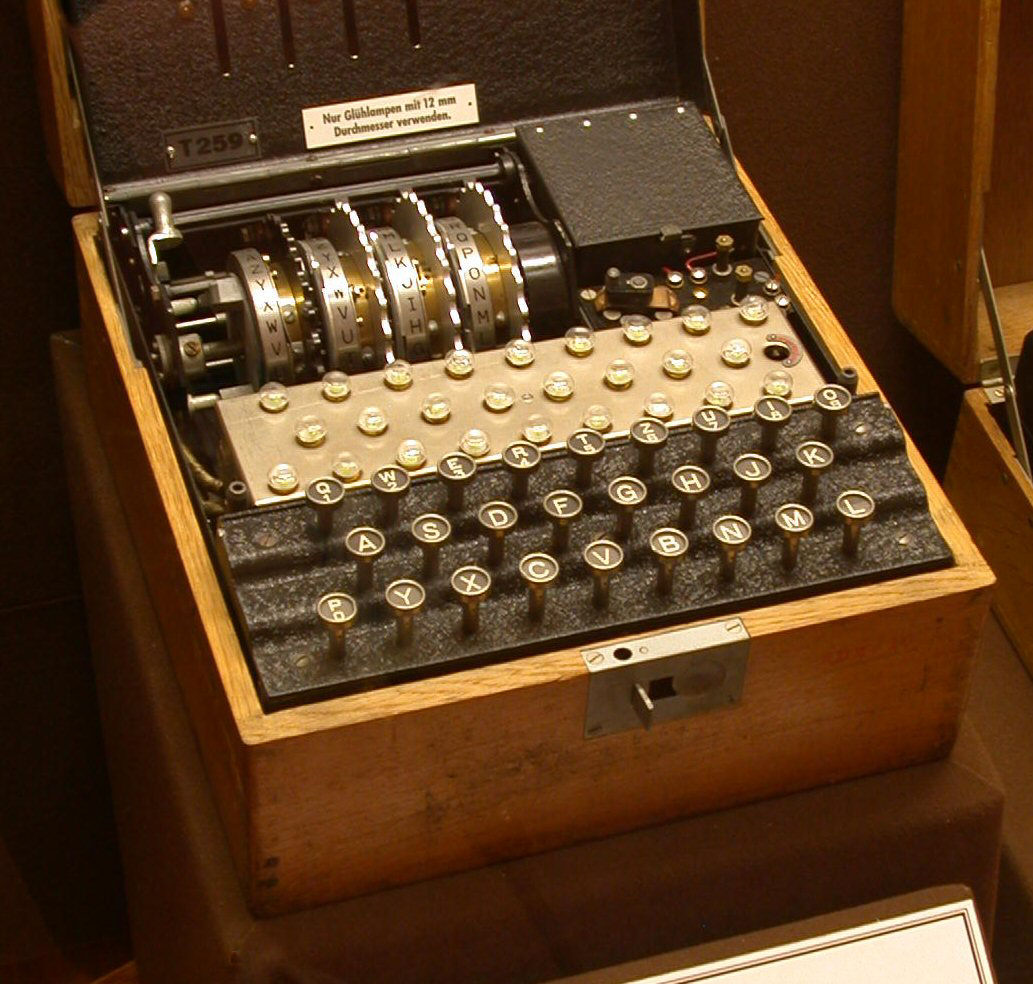
De Enigma T had vier rotors maar geen stekkerbord

Verschillende andere landen gebruikten eerdere modellen van de Enigmamachine. In Zwitserland werd de Enigma K gebruikt. De Italiaanse marine gebruikte de commerciële Enigma D, net als Spanje tijdens de Spaanse Burgeroorlog. Het berichtenverkeer van al deze modellen werd door verscheidene inlichtingendiensten gebroken, vooral door de beperkte veiligheid vanwege het ontbrekende stekkerbord. Japan gebruikte de Enigma T, ook wel Tirpitz Enigma genoemd, een aangepaste versie van de Enigma K. Japan ontwikkelde ook een eigen versie van de Enigma, met horizontaal geplaatste rotors. Ook dit toestel was niet bestand tegen de codebrekers.
Er zijn naar schatting 100 000 Enigma-machines geproduceerd. Na de Tweede Wereldoorlog werden Enigma-toestellen door de geallieerden verkocht aan verscheidene derdewereldlanden. De geallieerden vertelden echter niet dat zij de met de Enigma vercijferde berichten konden breken. Het breken van de Enigma-codes is tot in de jaren zeventig topgeheim gehouden.
Na de Tweede Wereldoorlog was de Enigma de basis voor vele geavanceerde mechanische en elektromechanische codeertoestellen zoals het Zwitserse NEMA-toestel met tien rotors. Minder bekend is de geavanceerde programmeerbare Russische variant, het M-125 Fialka-toestel, dat tot voor kort topgeheim werd gehouden.

### Breken van de Enigma

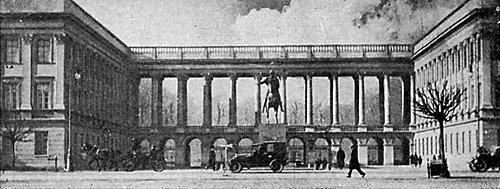
Biuro Szyfrów in het Saksische Paleis in Warschau, 1932

De Polen waren de eersten die de Duitse Enigma-codes konden ontcijferen. In januari 1929 vond een alerte Poolse douanebeambte een Duits pakket dat een Enigma-codeermachine bleek te bevatten en informeerde de Poolse veiligheidsdiensten. Twee Poolse ingenieurs van het Biuro Szyfrów bestudeerden de Enigma-machine gedurende twee dagen maar vonden geen succesvolle methode om de Duitse militaire berichten te ontcijferen (deels doordat de onderzochte machine een commerciële versie was).
Twee jaar later (december 1931) ging een delegatie van het Franse Deuxième Bureau (de Franse geheime dienst) naar Warschau om foto's van Enigma-documenten te overhandigen aan het Poolse decoderingsbureau. De Fransen hadden de documenten van de Enigma-spion Hans-Thilo Schmidt (broer van de Duitse generaal Rudolf Schmidt) gekocht. Marian Rejewski, een wiskundige van de Poolse universiteit van Poznań, werd door luitenant Maksymilian Ciężki, hoofd van de Duitse sectie binnen het Poolse decoderingsbureau, gevraagd om het Enigma-raadsel te ontrafelen via een wiskundige methode. Rejewski kwam erachter dat het raadsel alleen kon worden ontrafeld als hij een replica van de Enigma ter beschikking had.
Om deze replica te ontwikkelen bedacht hij een wiskundige formule om de interne bedrading, van de rotor die uiterst rechts stond, te achterhalen. Na verschillende foutieve resultaten bij het toepassen van trial-and-error kwam hij erachter dat de bedrading van de Enigma-ingangsschijf in de militaire uitvoering afweek van die in de commerciële versie. Na de ontdekking van de juiste bedrading van de Enigma-ingangschijf en met behulp van de Enigma-documenten die de Polen van de Franse geheime dienst hadden ontvangen, kon Rejewski de bedrading van de andere rotors in de (militaire) Enigma-codeermachine kraken. Hierna werden in het diepste geheim de eerste replica's geproduceerd waarna de Polen konden beginnen om de zwakke punten in de Duitse militaire berichten te achterhalen. Marian Rejewski kreeg hierbij hulp van de wiskundigen Henryk Zygalski en Jerzy Różycki.
Eén manier om de zwakke punten in de Duitse Enigma-communicatie te vinden was het achterhalen van patronen (wederkerende procedures of terugkerende berichten). In de jaren dertig was het zwakke punt de berichtinstelling die één keer werd herhaald. De codebrekers of cryptografen hoefden alleen maar alle mogelijke patronen van de wederkerende berichteninstelling te noteren, tezamen met de wielinstellingen van de Enigma. Deze methode werd de Karakteristieke methode genoemd. De eerste Enigma-berichten werden in december 1932 gekraakt en de ontcijfermethoden werkten tot de Duitsers op 15 september 1938 hun Enigma-procedures veranderden. De Polen vonden binnen enkele weken twee andere methodes: de Bomba-methode ("bomba kryptologiczna") en de methode met geperforeerde papieren vellen. De Bombe was een grote machine met een groot aantal rotors, die allerlei vermoedelijke stukjes van de berichten kon uitproberen.
Toen de Duitsers op 15 december 1938 het aantal Enigma-rotors verhoogden van drie naar vijf (waarvan er drie volgens de dagsleutel gekozen werden) konden de Polen hierna de vergroting van het aantal mogelijke instellingen met hun Bomba- en geperforeerde papiervellen nauwelijks bijhouden. Op 1 januari 1939 veranderden de Duitsers nogmaals de Enigma-procedure waarbij ze het aantal externe stekkercontacten verhoogden van 6–10 naar 14–20. Het resultaat was dat de Poolse Bomba-methode zijn efficiëntie verloor en de Poolse Generale Staf in januari 1939 aan Maksymilian Ciężki en Guido Langer toestemming gaf om hun Enigma-geheimen door te geven aan de Franse en Britse collega's. Op 24 en 25 juli 1939 werd te Pyry, nabij Warschau, een vergadering gehouden. De Fransen, die de Polen de Enigma-documenten hadden overhandigd en tot op dat ogenblik helemaal niets wisten van het kraken van de Enigma, kregen samen met de Britten een Enigma-replica mee. Het pionierswerk van de Poolse codebrekers bleek van onschatbare waarde maar kreeg na de oorlog niet altijd de waardering die het verdiende. In het begin van de Tweede Wereldoorlog stonden in Engeland al enkele van deze machines dag en nacht te draaien; vooral door toedoen van Churchill nam de productie van deze machines snel toe.

#### Het werk van de Polen

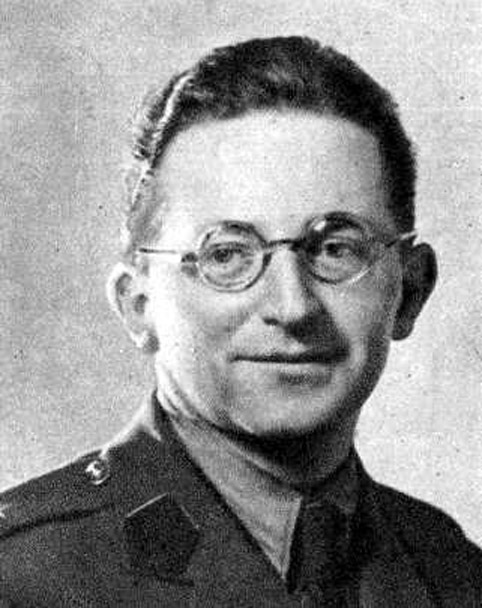
Marian Rejewski

De Duitsers werkten iedere dag met een andere instelling van de machine. Dit was de dagsleutel, die in de codeboeken stond. Bovendien kreeg ieder bericht een eigen sleutel, de berichtsleutel. Voordat een bericht verstuurd werd, werd de machine op de dagsleutel ingesteld. Daarna werd de berichtsleutel overgezonden, en vervolgens werd de machine op de berichtsleutel ingesteld. Daarna kwam het bericht.
De dagsleutel specificeerde:
- de gebruikte rotoren en de volgorde ervan (met vijf rotoren waren er zestig mogelijkheden)
- de ringinstelling
- de oriëntatie van de rotoren (met drie rotoren waren er 17 576 mogelijkheden)
- de instelling van het stekkerbord (met zes snoertjes waren er 6,4 biljoen mogelijkheden)

De berichtsleutel bestond uit een andere oriëntatie van de drie rotoren. Het stekkerbord en de volgorde van de rotoren werden voor de berichtsleutel niet veranderd.
Om fouten te voorkomen werd de berichtsleutel, die uit drie letters bestond, twee keer overgezonden. Dit bleek een belangrijk aanknopingspunt te zijn voor de Poolse cryptoanalisten, die werkten onder leiding van Marian Rejewski.
Stel, de dagsleutel is $. Nu wordt de berichtsleutel overgezonden. Deze is bijvoorbeeld XTE. Men zendt deze twee keer over, dus XTEXTE. Gecodeerd is dat bijvoorbeeld VECTCE.
De ontvanger van het bericht kent de berichtsleutel niet, maar hij weet dat de onbekende letter die met sleutel $ versleuteld wordt tot een V, met sleutel $+3 versleuteld wordt tot een T. Dit wordt genoteerd als V>T. Voor de sleutels $+1 en $+4 is het E>C, en voor de sleutels $+2 en $+5 is het C>E.
In de loop van de dag wordt een groot aantal berichten ontvangen, en de eerste zes letters zijn allemaal met dezelfde daginstelling versleuteld. Is de beginletter een V, dan is de vierde letter altijd een T, enzovoort. Na enige tijd beschikt de cryptoanalist over een groot aantal gecodeerde berichtsleutels. Hij weet dat als de beginletter een T is, dan is de vierde letter een S. En als de beginletter een S is, dan is de vierde letter een D. Na de D komt weer de V en is de analist terug bij het begin. Hij noteert het resultaat als V>T>S>D>V. Het hele resultaat ziet er bijvoorbeeld zo uit:
| 1e en 4e letter     | 1e en 4e letter | 2e en 5e letter | 2e en 5e letter | 3e en 6e letter           | 3e en 6e letter |
| letters             | ketenlengte     | letters         | ketenlengte     | letters                   | ketenlengte     |
| ------------------- | --------------- | --------------- | --------------- | ------------------------- | --------------- |
| V>T>S>D>V           | 4               | F>J>Y>R>F       | 4               | G>I>P>J>O>Q>S>Z>A>W>D>U>G | 12              |
| G>H>I>A>G           | 4               | D>Z>U>E>D       | 4               | B>C>E>F>H>K>L>M>N>R>V>X>B | 12              |
| X>B>X               | 2               | B>F>G>H>B       | 4               | Y>Y                       | 1               |
| Z>C>Z               | 2               | M>L>K>I>M       | 4               | T>T                       | 1               |
| E>J>L>K>M>N>O>E     | 7               | A>S>Q>C>X>A     | 5               |                           |                 |
| Y>R>Q>U>F>W>P>Y     | 7               | O>P>T>V>W>O     | 5               |                           |                 |
| Totale ketenlengte: | 4 4 2 2 7 7     |                 | 4 4 4 4 5 5     |                           | 12 12 1 1       |

In de laatste regel van de tabel is vermeld hoe lang de ketens zijn.
(Het is eenvoudig aan te tonen dat de lengtes altijd in paren voorkomen.)
De volgende dag werd er een andere dagsleutel gebruikt. Nu ontstonden er ketens van een andere lengte. De ketenlengten zijn niet afhankelijk van de instelling van het stekkerbord, wat het werk aanzienlijk vereenvoudigt.
De Polen stelden hun machines op verschillende dagsleutels in en bepaalden voor iedere sleutel hoe lang de ketens waren. Het stekkerbord bleef buiten beschouwing, en het aantal te onderzoeken combinaties was daardoor relatief klein, dat wil zeggen ruim een miljoen. Dit duurde een jaar. (Een moderne computer doet hetzelfde in een paar tellen.) Op die manier werd een codeboek samengesteld. De Polen waren klaar om gecodeerde berichten te ontvangen.
Als op een dag berichten binnenkwamen, dan bepaalden de cryptoanalisten met behulp van de eerste zes letters de lengten van de ketens. Hiervoor waren meestal minder dan honderd berichten nodig. In het codeboek kon de dagsleutel worden opgezocht. Meestal was er meer dan een dagsleutel mogelijk bij een gegeven ketenlengte, maar dat was een kwestie van uitproberen.
De instelling van het stekkerbord was nog niet bekend, maar dat was een elementair karwei. Het stekkerbord had weliswaar meer dan 100 miljard instelmogelijkheden, maar het kwam slechts neer op een simpel substitutiecijfer, en dat is uiterst eenvoudig te kraken.
Nu was de dagsleutel bekend en konden alle berichten van die dag probleemloos ontcijferd worden.

#### Het werk van de Britten

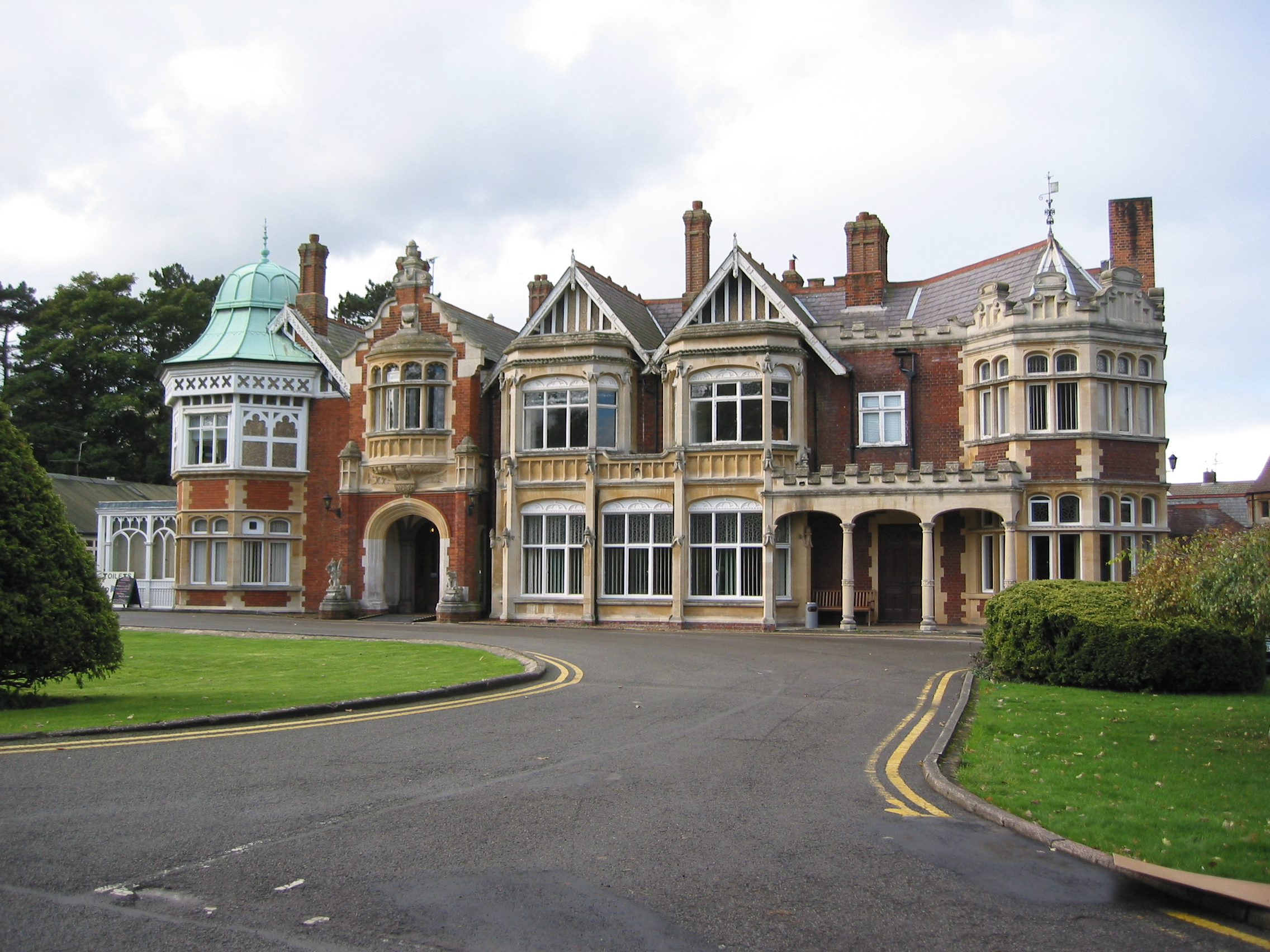
Bletchley Park, Engeland

De Britse Government Code and Cipher School in Bletchley Park brak de Enigmacodes aanvankelijk met pen en papier. In augustus 1940 startten zij met het gebruik van hun eigen 'Bombe', ontwikkeld door Alan Turing en Gordon Welchman. Dit was eveneens een elektromechanische machine, maar gebaseerd op een totaal ander principe. Alle informatie die werd verkregen via het breken van Enigma had de codenaam "Ultra", en speelde een beslissende rol tijdens de gehele oorlog, maar vooral in de Atlantische Oceaan.
Een belangrijke fout in het ontwerp van de Enigma was dat een letter nooit in zichzelf vercijferd werd, wat het speurwerk van de codebrekers beperkte. Een andere belangrijke techniek was het zoeken naar cribs. Dit was het zoeken naar de juiste positie van vercijferde tekst binnen een bericht, waarvan men de klare tekst vermoedde. Door de strikte uniformiteit in de Duitse berichten kon men dikwijls voorspellen waar welk stukje tekst voor zou komen. Was zo'n crib eenmaal gelokaliseerd, dan zocht men met een Bombe de sleutelinstellingen die erbij hoorden, om vervolgens het bericht te ontcijferen. Zo'n Bombe liep uitsluitend de mogelijke instellingen af die een bepaalde cijfertekst en vermoede klaartekst combineerden, en kon doorgaans binnen de 24 uur de juiste combinatie vinden. Zo waren bij de Kriegsmarine de meeste cribs afkomstig van contactberichten door U-boten en van weerberichten. Deze berichten werden omgezet in vierlettercodes, Kurzsignalen genoemd, alvorens te vercijferen met de Enigma. De Britten slaagden er echter in de Kurzsignal-codeboeken te kraken, wat dan weer cribs opleverde. Enkele andere gemakkelijk te kraken cribs zijn bijvoorbeeld "An dem Oberbefehlshaber", "Nichts zu melden" of de afsluiter "Es lebe der Fuehrer".
Deze topgeheime informatie diende erg omzichtig gebruikt te worden, opdat het Duitse oppercommando niet zou beseffen dat er Enigmacodes gebroken werden. Daarom werden er speciale verbindingsofficieren geplaatst in belangrijke hoofdkwartieren op het terrein, die ervaren waren in het gebruik van de Ultra-informatie. Zij kregen hun informatie rechtstreeks van een speciale afdeling die gespecialiseerd was in tactische analyse en snelle verspreiding van belangrijke informatie. Volgens het door F.W. Winterbotham geschreven boek The Ultra Secret (1974) zou Winston Churchill het belang van geheimhouding zo groot hebben gevonden, dat hij een bombardement op Coventry door de Duitsers heeft laten plaatsvinden, hoewel de informatie hierover via "Ultra" vooraf bekend zou zijn geweest. Meerdere historici hebben later aangegeven dat vooraf helemaal niet duidelijk was welke stad gebombardeerd zou gaan worden.
De "Ultra"-informatie bleek vooral uiterst doeltreffend in de strategisch zeer belangrijke Atlantische Oceaan in de strijd tegen de geduchte Duitse U-boten. De aanvallen van deze duikboten waren zo vernietigend voor de geallieerde bevoorrading, dat ze bijna de oorlog beslisten in het voordeel van Duitsland. Dankzij het onderscheppen van de communicatie tussen de U-boten kon het tij alsnog gekeerd worden. (Zie het hoofdartikel over dit onderwerp: Enigma en de U-bootoorlog.) Verder waren de Britten in staat om het berichtenverkeer tussen Kriegsmarine en Duitse wal uit te peilen, waardoor op eenvoudige wijze Duitse schepen konden worden gelokaliseerd, zoals dat gebeurde met de Bismarck.
Aanvankelijk kwamen er dagelijks meer berichten binnen dan de mannen en vrouwen van Bletchley Park konden ontcijferen, doordat ze menskracht tekortkwamen. De medewerkers meldden dat bij hun chef, maar die vond dat hij het zich niet kon veroorloven nog meer budget aan te vragen. Nadat Winston Churchill op bezoek was geweest, richtten de codebrekers zich direct tot Churchill. Deze zorgde er onmiddellijk voor dat het team werd uitgebreid. Op een gegeven moment waren er zevenduizend personen in ploegendienst werkzaam.

## Simulatoren
| Name                                                | Platform                               | Machinetypes | Uhr | UKW-D |
| --------------------------------------------------- | -------------------------------------- | --- | --- | ----- |
| Web Encryptor - The Online Encrypter                | React App (Ontwikkeld door Facebook)   | Enigma I, M3 (Army/Navy), M4 (Army/Navy), Railway, Tirpitz, Zahlwerk (Default/G-260/G-312), Swiss-K (Air Force/Commercial) | Nee | Ja    |
| Franklin Heath Enigma Simulator                     | Android                                | K Railway, Kriegsmarine M3,M4                                                                                              | Nee | Nee   |
| EnigmAndroid                                        | Android                                | Wehrmacht I, Kriegsmarine M3, M4, Abwehr G31, G312, G260, D, K, Swiss-K, KD, R, T                                          | Nee | Nee   |
| Andy Carlson Enigma Applet (Standalone Version)     | Java                                   | Kriegsmarine M3, M4 | Nee | Nee   |
| Minarke (Minarke Is Not A Real Kriegsmarine Enigma) | C/Posix/CLI (MacOS, Linux, UNIX, etc.) | Wehrmacht, Kriegsmarine, M3, M4                                                                                            | Nee | Nee   |
| Russell Schwager Enigma Simulator                   | Java                                   | Kriegsmarine M3 | Nee | Nee   |
| PA3DBJ G-312 Enigma Simulator                       | Javascript                             | G312 Abwehr | Nee | Nee   |
| Terry Long Enigma Simulator                         | MacOS                                  | Kriegsmarine M3 | Nee | Nee   |
| Paul Reuvers Enigma Simulator for RISC OS           | RISC OS                                | Kriegsmarine M3, M4, G-312 Abwehr                                                                                          | Nee | Nee   |
| Dirk Rijmenants Enigma Simulator v7.0               | Windows                                | Wehrmacht, Kriegsmarine M3, M4                                                                                             | Nee | Nee   |
| Frode Weierud Enigma Simulators                     | Windows                                | Abwehr, Kriegsmarine M3, M4, Railway                                                                                       | Nee | Nee   |
| Alexander Pukall Enigma Simulator                   | Windows                                | Wehrmacht, Luftwaffe | Nee | Nee   |
| CrypTool 2 — Enigma component and cryptanalysis     | Windows                                | A/B/D (commercial), Abwehr, Reichsbahn, Swiss-K, Enigma M3, Enigma M4                                                      | Nee | Nee   |

## Veilingen
in 2017 kocht een hoogleraar cryptologie op een rommelmarkt in Roemenië voor honderd euro een Enigma I. De verkoper dacht dat het om een oude typemachine ging. Op een veiling bracht het 45.000 euro op. Een maand eerder bracht een Enigma op een veiling in New York meer dan een half miljoen dollar op.